# Янрагытгын
Янрагы́тгын — озеро на Дальнем Востоке России, на территории Анадырского района Чукотского автономного округа.
Площадь зеркала — 29,1 км², площадь водосборного бассейна — 95,2 км².
Название в переводе с чук.  — «отдельное озеро».
Расположено в юго-западной части Анадырской низменности. Из озера вытекает река Ажурная, впадающая в Чирынай. В южной части озера находится несколько маленьких островков. Местность вокруг водоёма заболочена, изобилует множеством мелких термокарстовых озёр.